# Nepříznivý Saturn
Nepříznivý Saturn (v italském originále Saturno contro) je italský hraný film z roku 2007, který režíroval Ferzan Özpetek podle vlastního scénáře. Film zachycuje skupinu přátel, kteří se musejí vyrovnat s náhlou smrtí jednoho z nich.

## Děj
Architekt Lorenzo a spisovatel Davide jsou pár, který pro své přátele pořádá pravidelná setkání při večeři. Jednoho večera tak přichází psycholožka Angelica, vždy ironická Neval s manželem Robertem, Davidův bývalý přítel Sergio, Roberta a Lorenzův nový kamarád a začínající spisovatel Paolo. Na druhý den Lorenzo náhodou zjistí, že bankéř Antonio, manžel Angeliky, má milenku, majitelku květinářství Lauru. Lorenzo pro své přátele organizuje výlet na Liparské ostrovy. Při další večeři, kdy Lorenzo s přáteli slaví novou zakázku, Lorenzo zkolabuje. Skončí v kómatu v nemocnici s ochrnutým mozkem. Jeho přátelé jsou v šoku a celá situace ovlivní jejich životy. Antonio přizná Angelice, že má poměr. V nemocnici se Lorenzovi přátelé setkávají s jeho otcem a nevlastní matkou. Otec chce odvézt syna z Říma. Po Lorenzově smrti se všichni setkávají ve venkovském domě, kde se kdysi Lorenzo s Davidem potkali.

## Obsazení
| Pierfrancesco Favino | Davide                 |
| Luca Argentero       | Lorenzo                |
| Stefano Accorsi      | Antonio                |
| Margherita Buy       | Angelica               |
| Serra Yilmaz         | Neval                  |
| Filippo Timi         | Roberto                |
| Ennio Fantastichini  | Sergio                 |
| Ambra Angiolini      | Roberta                |
| Michelangelo Tommaso | Paolo                  |
| Isabella Ferrari     | Laura                  |
| Milena Vukoticová    | zdravotní sestra Marta |

## Ocenění
- David di Donatello: nejlepší herečka ve vedlejší roli (Ambra Angiolini)
- Nastro d'Argento: nejlepší scénář (Ferzan Özpetek), nejlepší herečka ve vedlejší roli (Ambra Angiolini), nejlepší herečka (Margherita Buy), nejlepší píseň (Neffa)